# Azerbaidjan al Festival de la Cançó d'Eurovisió
Azerbaidjan en el Festival de la Cançó d'Eurovisió és a càrrec del canal públic Ictimai Television, que va ingressar en la Unió Europea de Radiodifusió el 2007. En l'edició de 2011 el país es va proclamar campió amb la cançó "Running scared", interpretada per un duo que van formar Eldar Gasimov i Nigar Jamal.
Des de 2009, el país ha contractat productors escandinaus i ha invertit molts diners per fer-se amb la victòria. Solament en l'edició de 2010, la delegació azerí va invertir més d'1.6 milions d'euros.
D'entre les seves participacions, únicament en la edició de 2018 no van aconseguir classificar-se per a la final. Així mateix, ha aconseguit ocupar Top 10 de la final en sis ocasions.

## Història
El país caucàsic va buscar la seva admissió en la UER només per participar en el Festival d'Eurovisió. El 2007 l'empresa estatal AzTV va presentar una sol·licitud per ingressar com a membre actiu, però va ser rebutjada perquè estava molt vinculada al Govern de l'Azerbaidjan. Mesos després, la televisió pública Ictimai Television va tractar d'ocupar el seu lloc, i va ser acceptada com a membre actiu.
Al llarg de la seva breu història en Eurovisió, Azerbaidjan sempre ha estat entre els deu països més votats. El país va debutar en l'edició de 2008 amb "Day After Day", defensat per Elnur Hüseynov i Samir Javadzadeh. El 2009 van obtenir un tercer lloc amb Aysel i l'iranià Arash Labaf. Un any després van signar la cinquena plaça amb Safura i "Drip Drop", i el 2011 es van proclamar campions amb la balada "Running scared", que va aconseguir 221 punts. En l'edició de 2012, la cantant Sabina Babayeva va representar el seu país, i va acabar en 4t lloc amb 150 punts, per darrere de la guanyadora Suècia, Rússia i Sèrbia.
En 2013 va ser seleccionat el primer solista masculí: Farid Mammadov. Es va decidir que participés amb el tema «Hold Me». A pesar que un principi no era favorit, després de les setmanes d'assaig i la semifinal va aconseguir ficar-se entre els primers llocs a les cases d'apostes. Finalment, aconseguiria la primera victòria per al país en una semifinal amb 139 punts. En la final va aconseguir un segon lloc, amb 234 punts i 10 màximes puntuacions, la quantitat més alta per a un país no guanyador.
En la edició de 2014, després de 5 anys consecutius en el Top-5, van obtenir el seu pitjor resultat històric en quedar en vint-i-dosè lloc, en una final en la qual els va representar Dilara Kazimova amb la balada «Start a Fire». Així mateix, també va ser la primera vegada en què els àzeris quedaren fora del Top-10.
En 2015, el representant Elnur va tornar a representar el seu país amb «Hour Of The Wolf», amb el qual s'esperava tornar al Top-10 després del mal resultat de l'any anterior. Malgrat això, obtindrien el seu pitjor resultat en la semifinal, en quedar en la posició de tall (10è) amb 53 punts. En la final es quedarien a quatre punts del TOP-10, ja que van aconseguir solament 49 punts i el dotzè lloc.
En 2016, van escollir internament a la cantant Samra Rahimli i el tema «Miracle». Va aconseguir classificar-se per a la final, però novament tornarien els mals resultats, amb 117 punts i la dissetena posició. 2017 no va ser molt millor amb Dihaj i «Skeletons», ja que només va millorar tres posicions. No obstant això, 2018 va marcar una fita, ja que va ser la primera vegada que l'Azerbaidjan no es va classificar per a la final. Aisel va quedar 11a en la seva semifinal amb el tema «X my heart».
En 2019, Azerbaidjan va tornar a passar a la final. Aquesta vegada, Chingiz Mustafayev, qui va interpretar «Truth», va quedar 8è amb 302 punts.

## Participacions
Llegenda
| Any  | Seu         | Artista                     | Cançó                 | Final                | Punts                | Semifinal           | Punts               |
| ---- | ----------- | --------------------------- | --------------------- | -------------------- | -------------------- | ------------------- | ------------------- |
| 2008 | Belgrad     | Elnur i Samir               | «Day After Day»       | 8                    | 132                  | 6                   | 96                  |
| 2009 | Moscou      | AySel i Arash               | «Always»              | 3                    | 207                  | 2                   | 180                 |
| 2010 | Oslo        | Safura                      | «Drip drop»           | 5                    | 145                  | 2                   | 113                 |
| 2011 | Düsseldorf  | Ell i Nikki                 | «Running Scared»      | 1                    | 221                  | 2                   | 122                 |
| 2012 | Bakú        | Savina Babayeva             | «When The Music Dies» | 4                    | 150                  | País amfitrió       | País amfitrió       |
| 2013 | Malmö       | Farid Mammadov              | «Hold me»             | 2                    | 234                  | 1                   | 139                 |
| 2014 | Copenhaguen | Dilara Kazimova             | «Start A Fire»        | 22                   | 33                   | 9                   | 57                  |
| 2015 | Viena       | Elnur Hüseynov              | «Hour of the Wolf»    | 12                   | 49                   | 10                  | 53                  |
| 2016 | Estocolm    | Samra Rahimli               | «Miracle»             | 17                   | 117                  | 6                   | 185                 |
| 2017 | Kíev        | Dihaj                       | «Skeletons»           | 14                   | 120                  | 8                   | 150                 |
| 2018 | Lisboa      | Aisel                       | «X my heart»          | No es va classificar | No es va classificar | 11                  | 94                  |
| 2019 | Tel-Aviv    | Chingiz                     | «Truth»               | 8                    | 302                  | 5                   | 224                 |
| 2020 | Rotterdam   | Efendi                      | «Cleopatra»           | Festival cancel·lat  | Festival cancel·lat  | Festival cancel·lat | Festival cancel·lat |
| 2021 | Rotterdam   | Efendi                      | «Mata Hari»           | 20                   | 65                   | 8                   | 138                 |
| 2022 | Torí        | Nadir Rüstəmli              | «Fade To Black»       | 16                   | 106                  | 10                  | 96                  |
| 2023 | Liverpool   | TuralTuranX                 | «Tell Me More»        | No es va classificar | No es va classificar | 14                  | 4                   |
| 2024 | Malmö       | Fahree feat. Ilkin Dovlatov | «Özünlə Apar»         | No es va classificar | No es va classificar | 14                  | 11                  |
| 2025 | Basilea     | Mamagama                    | «Run With U»          | No es va classificar | No es va classificar | 15                  | 7                   |

## Festivals organitzats a l'Azerbaidjan
| Edició                                | Ciutat seu | Localització      | Presentandors                                       |
| ------------------------------------- | ---------- | ----------------- | --------------------------------------------------- |
| Festival de la Cançó d'Eurovisió 2012 | Bakú       | Baku Crystal Hall | Leyla Əliyeva, Eldar Qasımov i Nargiz Birk-Petersen |

## Galeria d'imatges

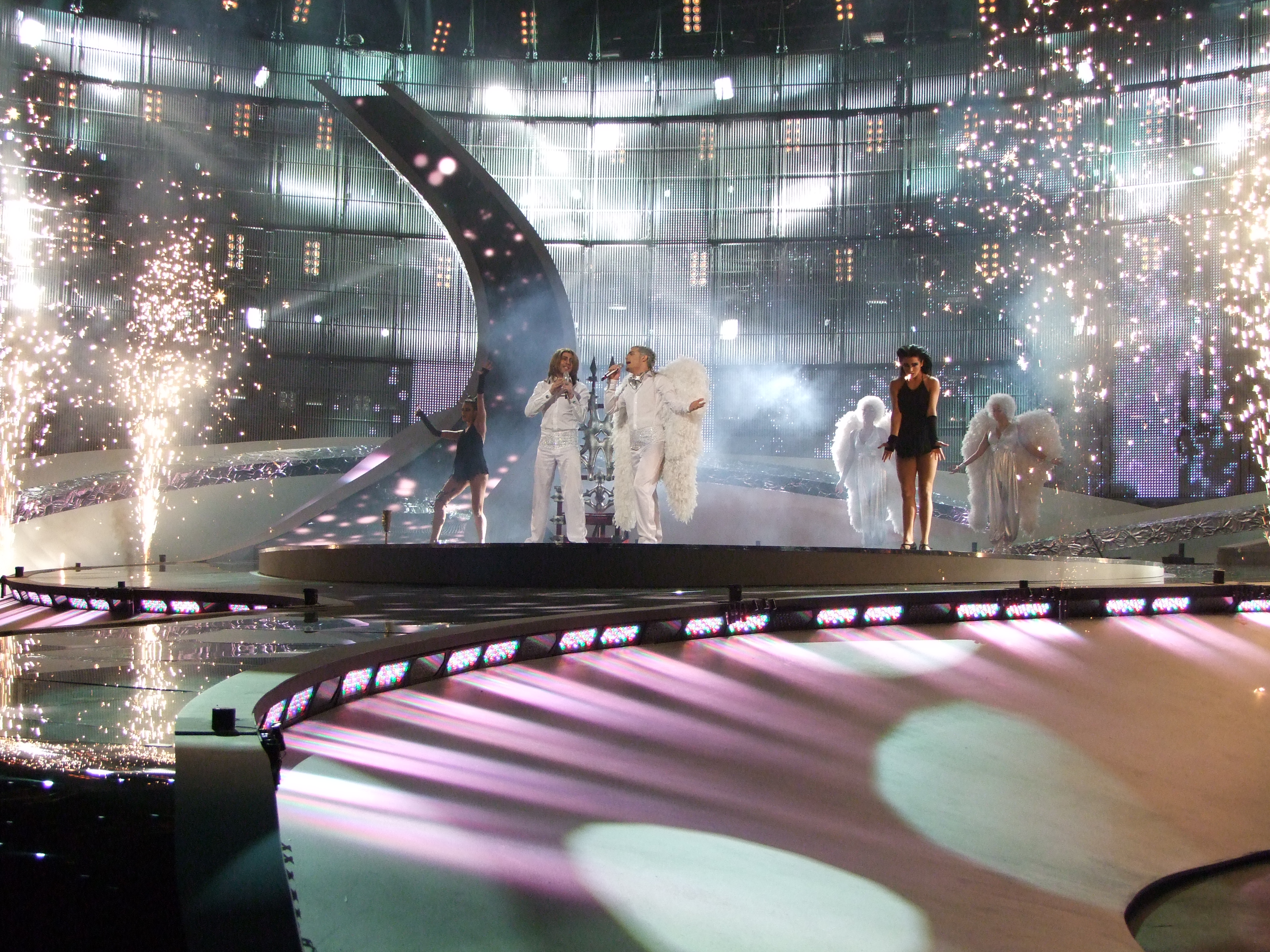
Elnur & Samir a Belgrad (2008)
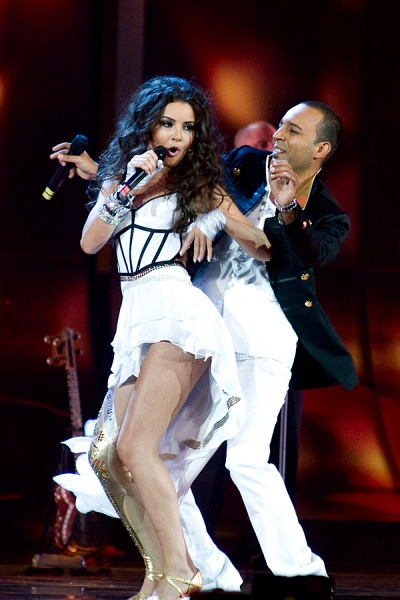
Aysel i Arash Labaf a Moscou (2009)
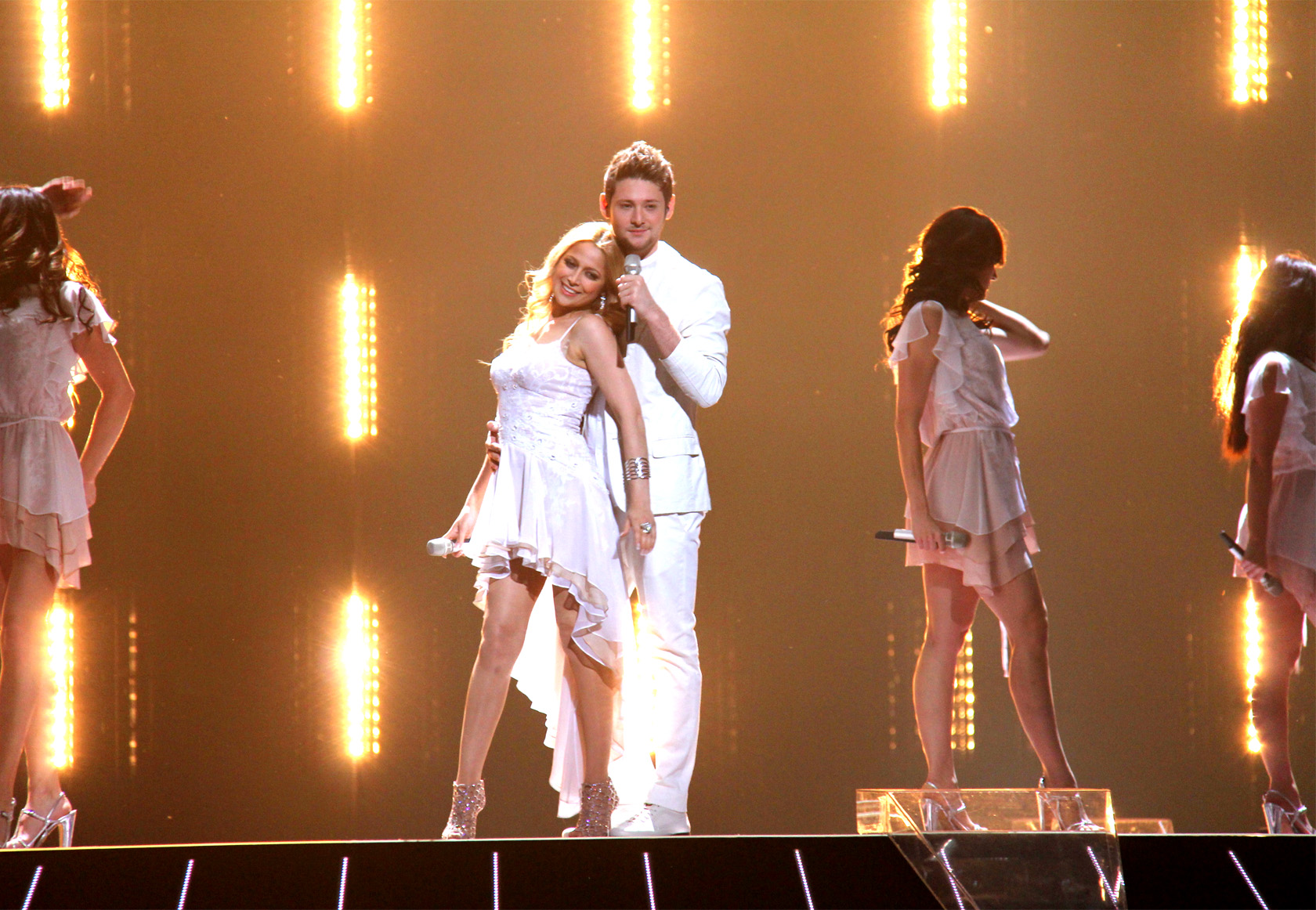
Ell & Nikki a Düsseldorf (2011)
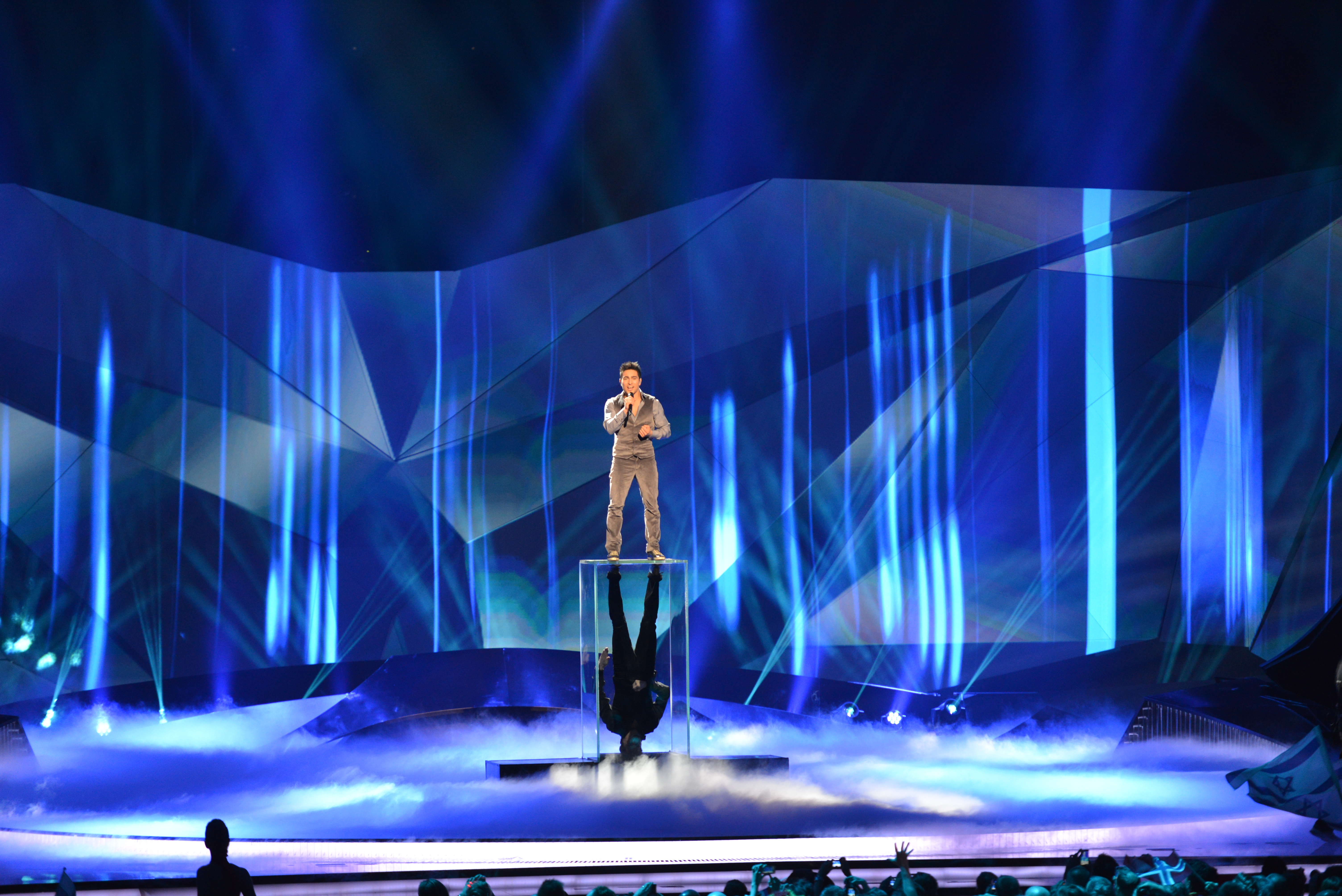
Farid Mammadov a Malmö (2013)
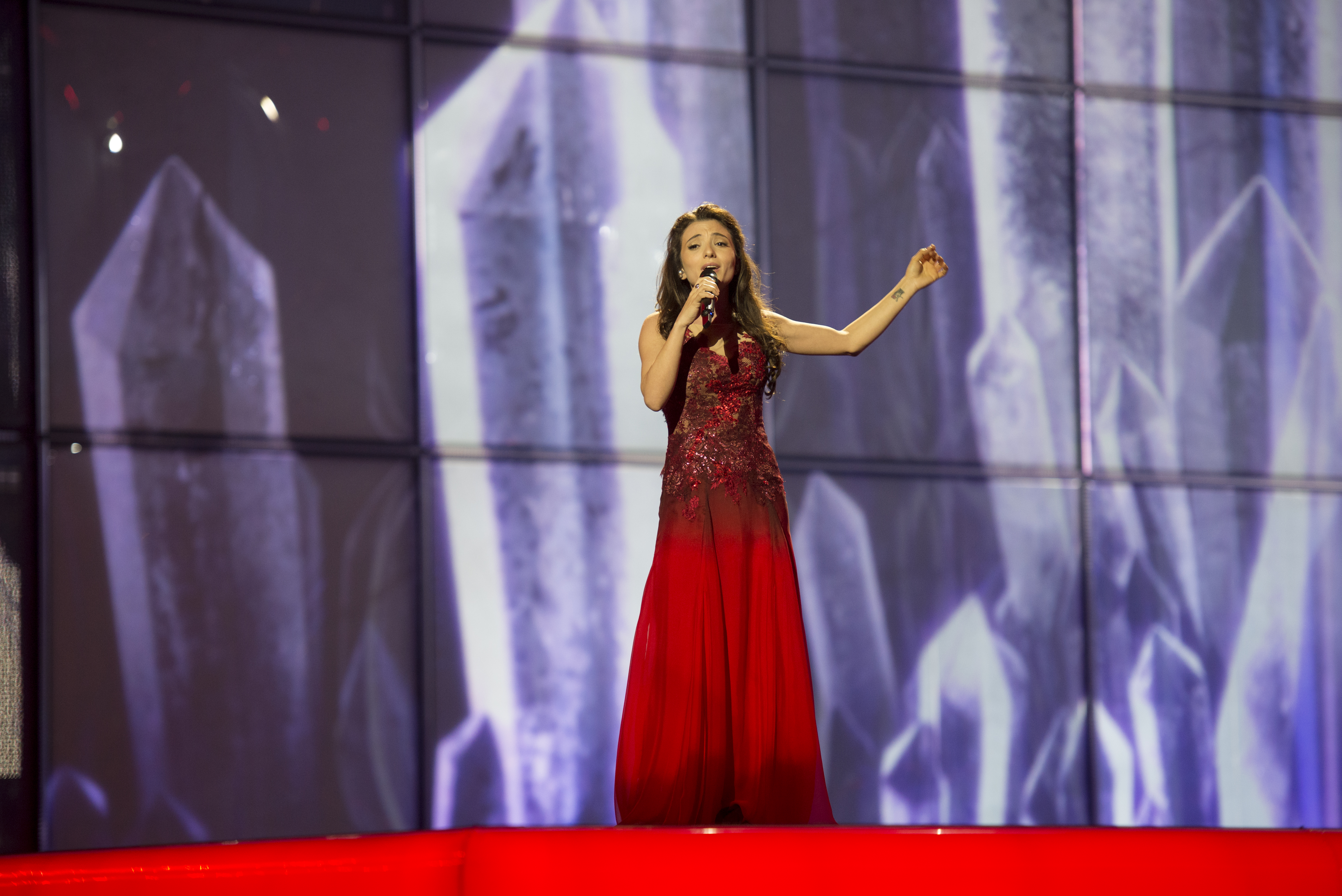
Dilara Kazimova a Copenhaguen (2014)
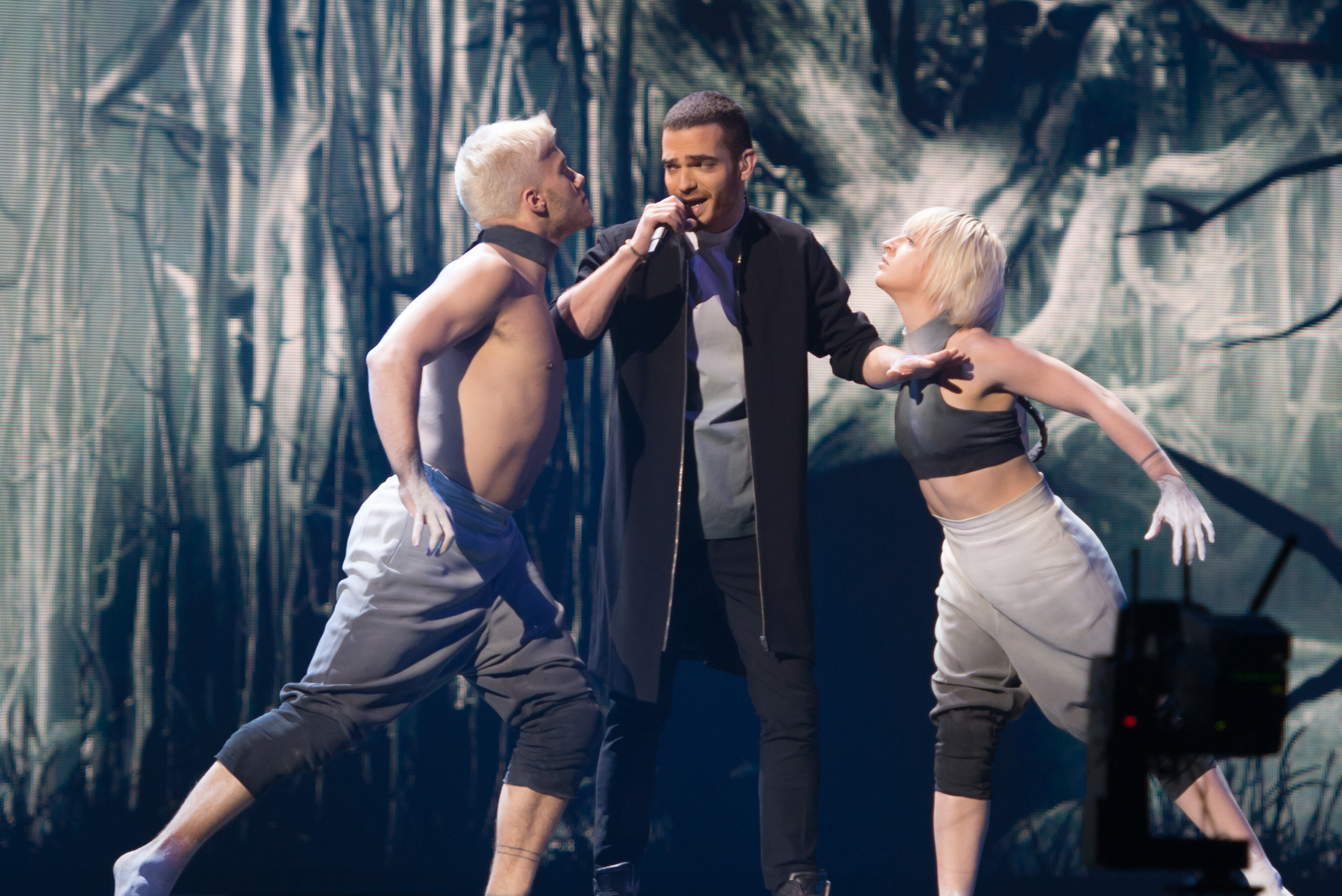
Elnur Huseynov a Viena (2015)
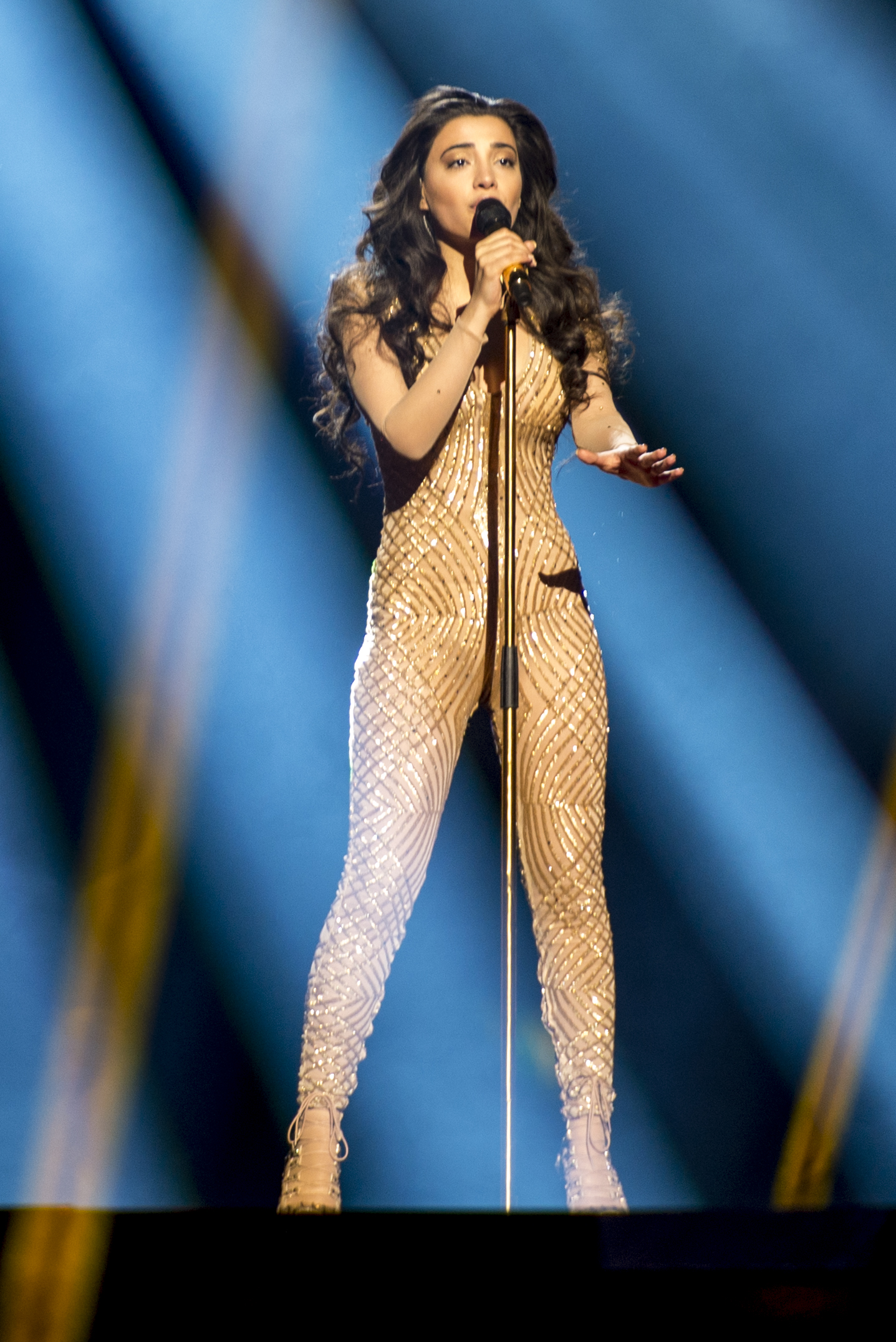
Samra Rahimli a Estocolm (2016)
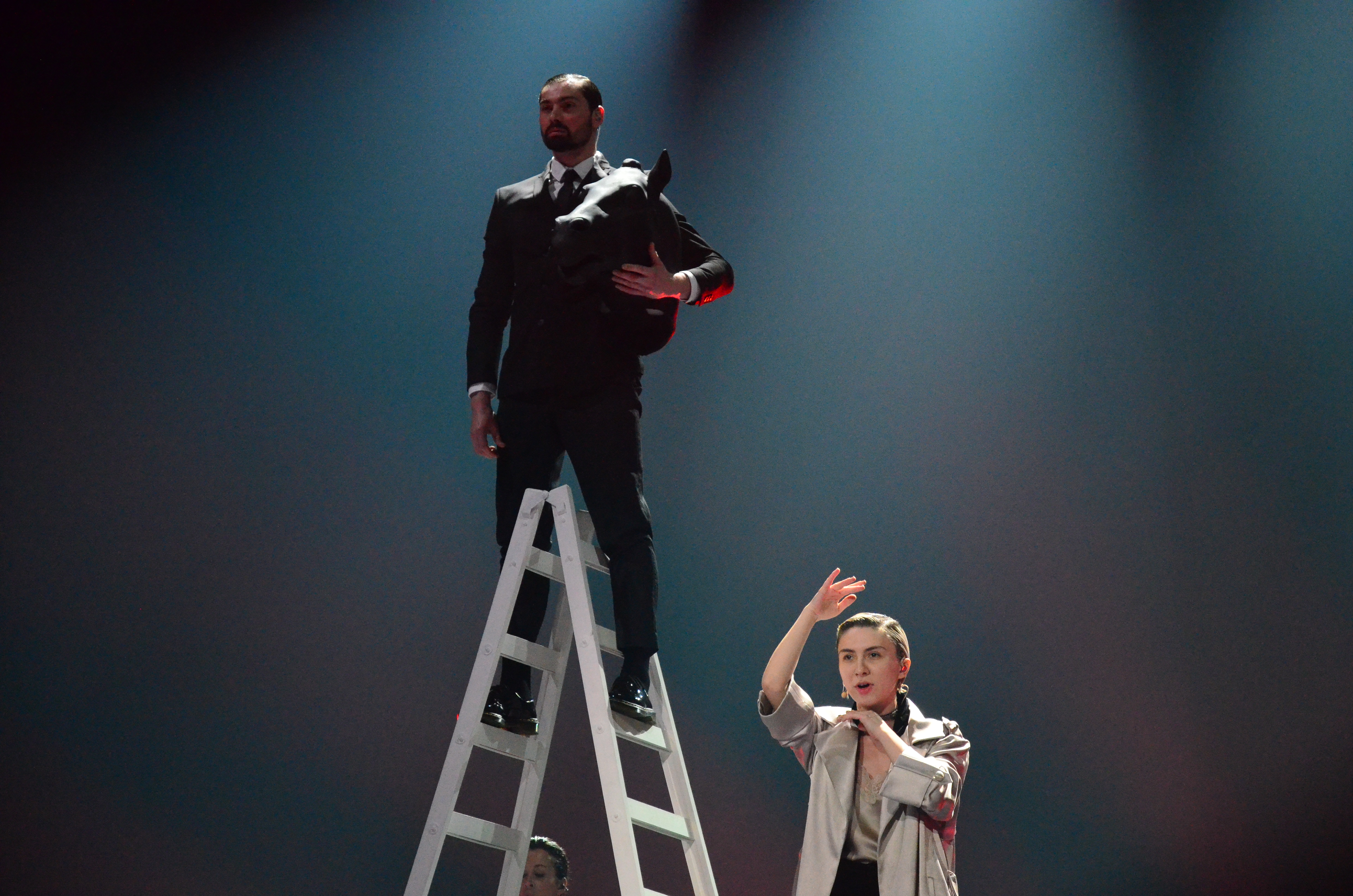
Dihaj a Kíev (2017)
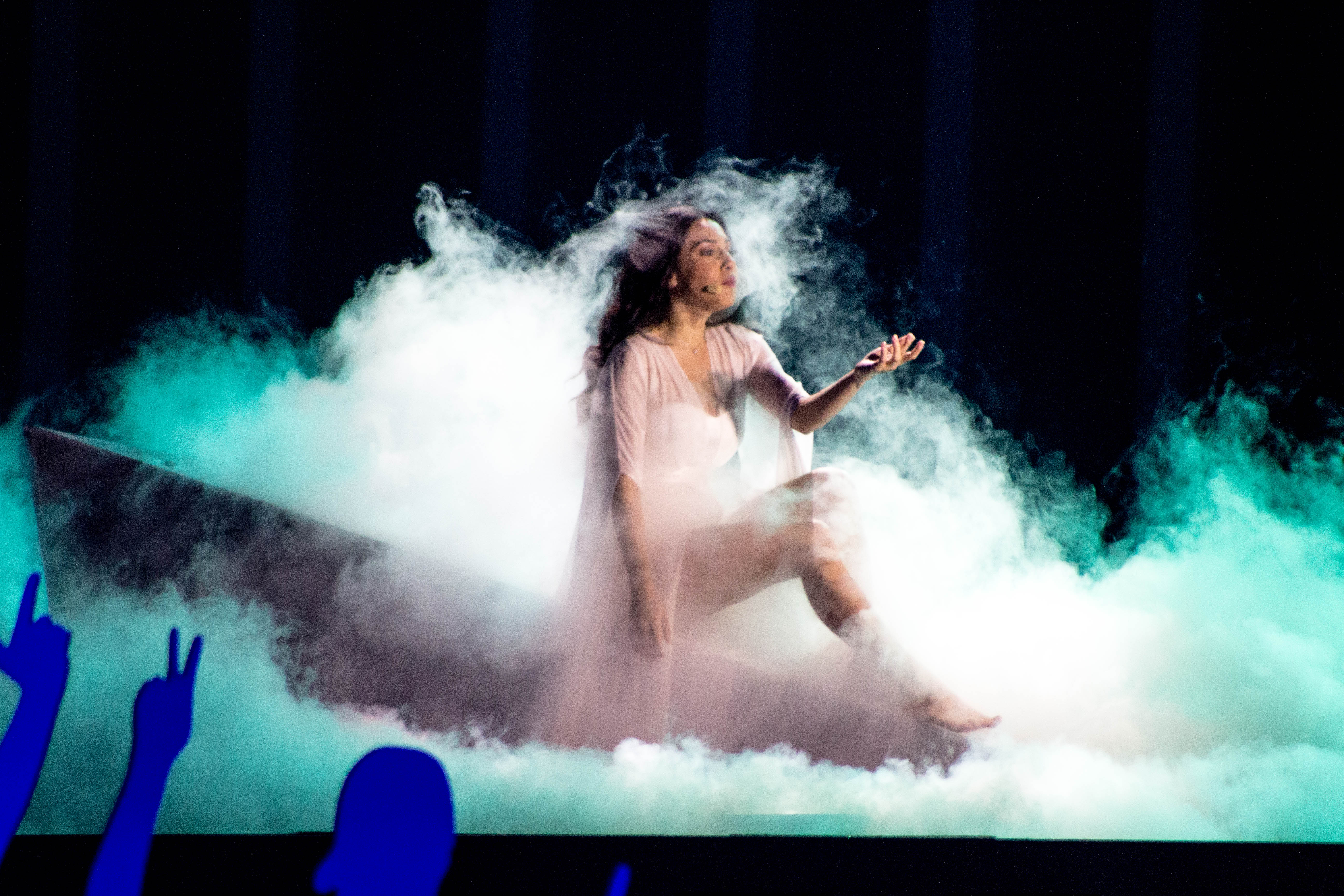
Aisel a Lisboa (2018)
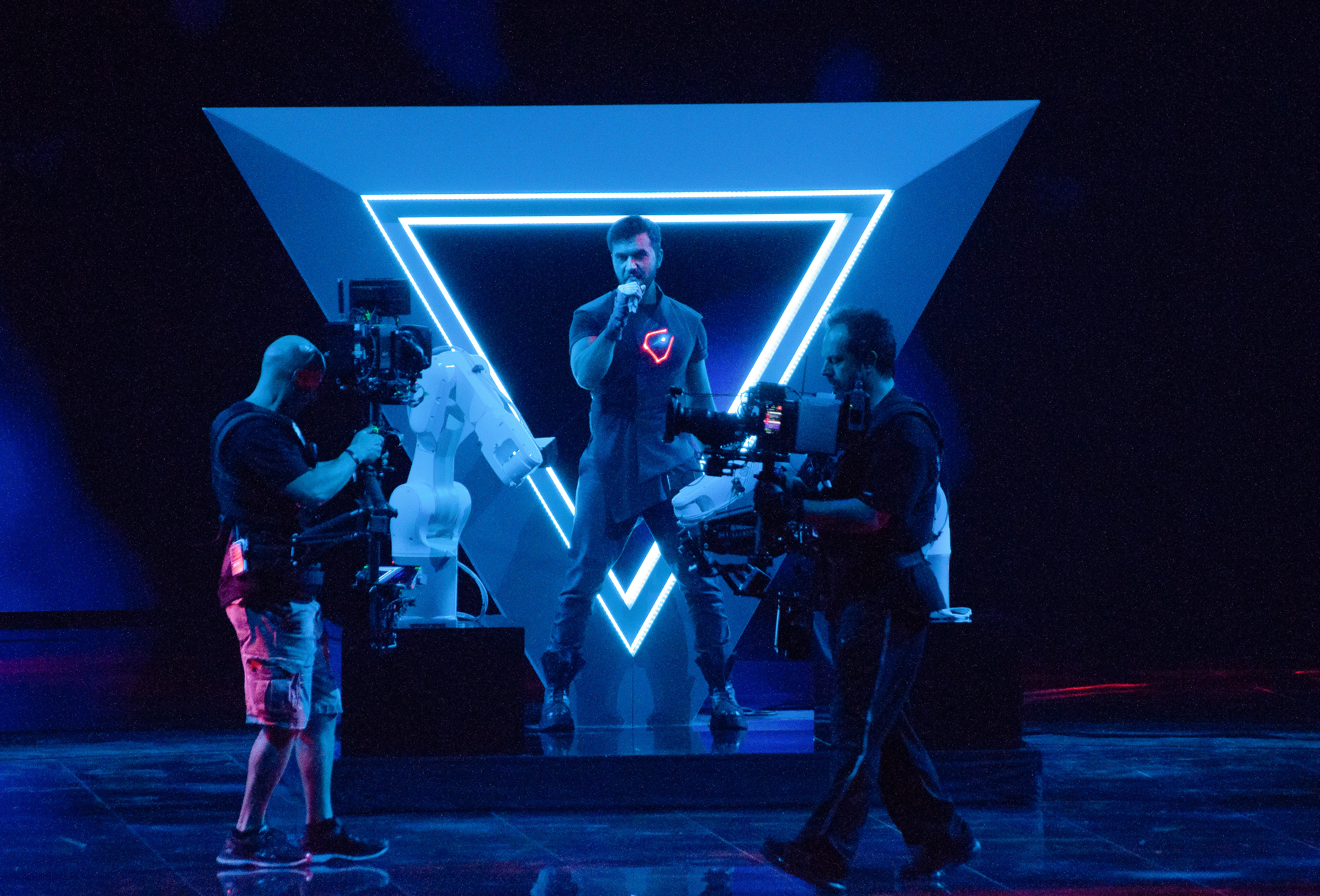
Chingiz a Tel-Aviv (2019)